# (35252) 1995 YJ14
1995 YJ14 (asteroide 35252) é um asteroide da cintura principal. Possui uma excentricidade de 0.17332240 e uma inclinação de 10.52912º.
Este asteroide foi descoberto no dia 20 de dezembro de 1995 por Spacewatch em Kitt Peak.